# Taro Kagawa
Taro Kagawa (賀川 太郎, Kagawa Taro, Kobe, 9 augustus 1922 – 6 maart 1990) was een Japans voetballer die als aanvaller speelde.

## Japans voetbalelftal
Taro Kagawa maakte op 7 maart 1951 zijn debuut in het Japans voetbalelftal tijdens een Aziatische Spelen 1951 tegen Iran. Taro Kagawa debuteerde in 1951 in het Japans nationaal elftal en speelde 5 interlands.

## Statistieken
| Japans voetbalelftal | Japans voetbalelftal | Japans voetbalelftal |
| Jaar                 | Wed.                 | Dlp.                 |
| -------------------- | -------------------- | -------------------- |
| 1951                 | 2                    | 0                    |
| 1952                 | 0                    | 0                    |
| 1953                 | 0                    | 0                    |
| 1954                 | 3                    | 0                    |
| Totaal               | 5                    | 0                    |